# Хилл, Наполеон
Оливер Наполеон Хилл (англ. Oliver Napoleon Hill, 26 октября 1883 года — 8 ноября 1970 года) — американский автор в области "Нового мышления", один из создателей современного жанра книг по саморазвитию. Наиболее известен как автор книги «Думай и богатей», впервые изданной в 1937 году (впоследствии была переведена на 83 языка, включая русский,  и многократно переиздавалась в разных странах вплоть до 2024 года).
Пути достижения успеха — основная тема его книг.

## Биография
Наполеон Хилл родился в 1883 году в округе Уайз, Вирджиния.
Отец Хилла нелегально работал стоматологом, однако в возрасте сорока лет под давлением властей был вынужден пройти обучение и лечить уже законно. Мачеха Хилла поощряла его увлечение писательством и купила ему печатную машинку. Согласно "The Napoleon Hill Foundation", в 1908 году состоялся знаковый разговор с Эндрю Карнеги, после которого Хилл взялся за личный проект: опрашивать самых богатых людей в США, чтобы выяснить «законы успеха».
Через двадцать лет после предполагаемого разговора с Карнеги была опубликована его первая книга — "Law of Success" (русск. - "Законы успеха"). В период до 1928 года Хилл работал в "La Salle Extension University"  в Чикаго; стал совладельцем "Betsy Ross Candy Company", которую ему пришлось покинуть из-за конфликта с партнёрами компании; начал издавать журнал об успехе "Hill’s Golden Rule".
Позже Наполеон Хилл написал ряд книг, касающихся той же темы — достижения успеха. 
Книгу «Думай и богатей» помогала редактировать его тогдашняя жена, Роза Ли Биланд. Позже их брак распался, из-за чего Хилл потерял значительную часть имущества.
Наполеон Хилл был постоянным гостем на многочисленных радио- и телепередачах в Соединённых Штатах Америки на протяжении десятков лет. Многие авторы, пишущие книги по темам Нового мышления отмечали (Джек Кенфилд, Джо Витале и многие другие), отмечали, что Наполеон Хилл оказал на них огромное влияние
Он умер в возрасте 87 лет, 8 ноября 1970 года.

## Издания по-русски
В 1983 году в самиздате вышел первый русский перевод книги "Думай и богатей". В 1995, 2017 и др. выходили разные издания этой книги.